# 新廠鎮
新廠鎮（しんしょうちん）は中華人民共和国湖南省懐化市靖州ミャオ族トン族自治県の鎮。

## 行政区画
- 新廠社区
- 新廠村
- 炮団村
- 姚家村
- 穆家村
- 小段村
- 金星村
- 皇甫村
- 善理村
- 和平村
- 覃団村
- 哨団村
- 燕団村
- 地交村
- 沖嫩村
- 営寨村
- 八亜村

## 歴史
1995年、新廠鎮に昇格。

## 経済

### 名物・特産品
- サツマイモ
- トウモロコシ

## 地理
新廠鎮は靖州ミャオ族トン族自治県南部に位置し、西北は藕団郷と、東北は渠陽鎮と、東及び東南は通道トン族自治県と、西は平茶鎮と、西南は貴州省黎平県とそれぞれ接している。
- 河川：四郷河
- 湖：丁洞水庫
- 山：尖山（757メートル）、陸家坡（1038メートル）